# Johann Friedrich Besser

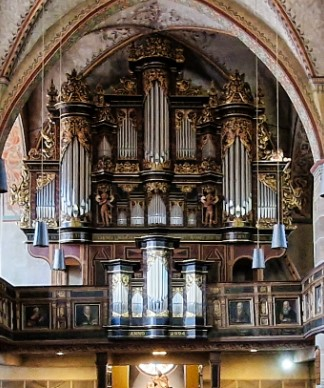
Orgel von St. Vincenz in Schöningen, die Besser vollendete

Johann Friedrich Besser (auch Beßer) (* um 1630; † 26. Juni 1693 in Wolfenbüttel) war ein deutscher Orgelbauer.

## Leben

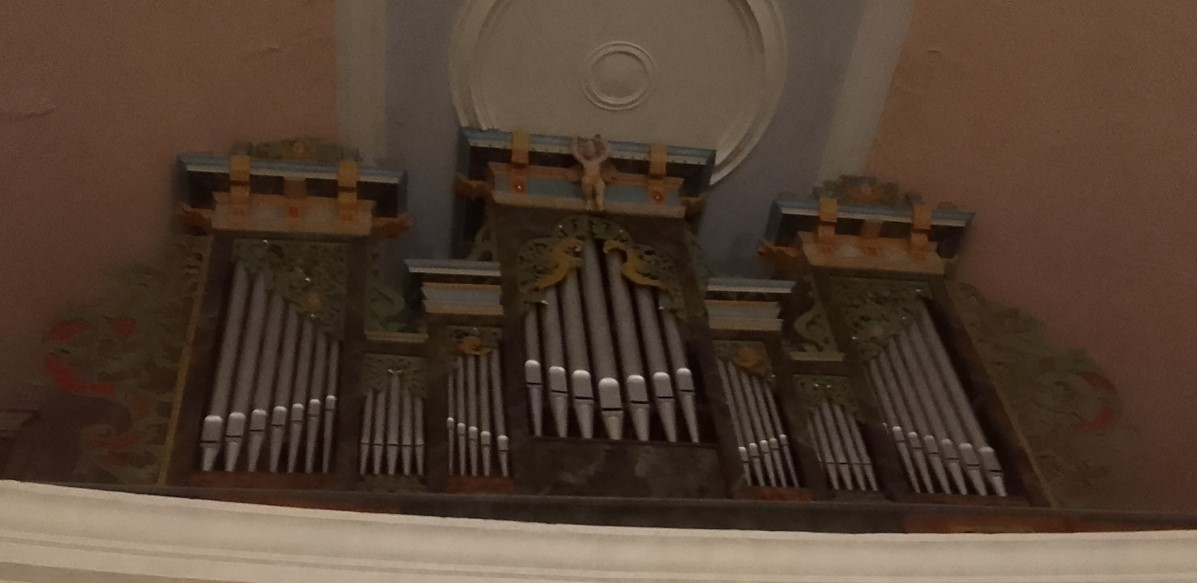
Orgel der Heimburger Kirche im Gehäuse der (ehemaligen) Orgel von Besser

Besser war Schüler von Friedrich Stellwagen, dessen Orgelwerkstatt er nach seinem Tod mit Joachim Richborn übernahm, und Nachfolger von dessen Stellwangens Mitarbeiter Jonas Weigel in Braunschweig.
Im Jahr 1647 sollte in St. Vincenz in Schöningen eine Orgel mit 33 Registern, drei Manualen und einem Pedal von Jonas Weigel gebaut werde, von der aber nur der Prospekt mit geschnitztem Knorpelwerk auf der Westempore fertig wurde, das sich bis in die Spitze des Gewölbes türmt. Herzog August II. beauftragte 1665 Friedrich Besser, ein Werk mit nur 22 Registern, zwei Manualen und einem Pedal fertigzustellen.
Die 1642 bis 1644 von Andreas Weiß aus Meiningen erbaute Orgel der Marktkirche Clausthal wurde von Besser 1662/1663 renoviert und umgebaut. Besser erstellte auch eine Registrierungsanweisung für die Orgel. 
Im Jahr 1663 stellte Jonas Weigel die Beck-Orgel aus der Schloßkirche Hessen in der St. Johanniskirche in Wolfenbüttel auf, nach Weigels Tod im gleichen Jahr beendete Besser die Arbeiten.
In den Jahren 1666/1667 baute Besser die Orgel in St. Johannis Wernigerode um. Von 1666 bis 1667 errichtete er die Orgel in der Kirche in Heimburg, deren Gehäuse noch erhalten ist. 1668/1669 leitete Besser den Neubau der Orgel in St. Magni in Braunschweig.
In den Jahren 1672 bis 1674 hat Besser die Orgel der Katharinenkirche in Hamburg um 32′-Pedaltürme erweitert.
Von 1673 bis 1679 soll er in der Hamburger St. Petrikirche die Orgel repariert und ein viertes Manual eingefügt haben und erhielt seinen Lohn plus 200 Taler Recompense. Danach soll er aber die Orgel wieder zerstört haben, da der Lohn ihm nicht hoch genug war. Zuvor beschwerte er sich in einem Brief an die Oberalten, dass ihm in Hamburg alles contra gehet.
An der Orgel im Hospital zum Heiligen Geist in Hamburg wurde durch Besser zwischen 1675 und 1678 ein selbständiges Pedal in 2 Pedaltürmen eingebaut. Zudem wurde die Orgel durch Besser auf 19 Register vergrößert. Bis 1687 betreute er dann die Orgel in der Klosterkirche Riddagshausen.
Ab 1693 stellte er vermutlich die Beck-Orgel aus der Martini-Kirche in Halberstadt in der Kirche in Derenburg mit neu auf.
Auch war er im Jahr 1693 mit Ausbesserungsarbeiten an der Orgel der Hauptkirche Beatae Mariae Virginis in Wolfenbüttel beschäftigt, wobei er im Juni des Jahres starb und diese nicht vollenden konnte.